# Yana Kirpichenko
Yana Viacheslávovna Kirpichenko –en ruso, Яна Вячеславовна Кирпиченко– (Barnaúl, 22 de enero de 1996) es una deportista rusa que compite en esquí de fondo. Ganó una medalla de plata en el Campeonato Mundial de Esquí Nórdico de 2021, en la prueba por relevos.

## Palmarés internacional
| Campeonato Mundial | Campeonato Mundial    | Campeonato Mundial | Campeonato Mundial |
| Año                | Lugar                 | Medalla            | Prueba             |
| ------------------ | --------------------- | ------------------ | ------------------ |
| 2021               | Oberstdorf (Alemania) | Medalla de plata   | Relevo 4 × 5 km    |